# 샤를 모라스
샤를마리포티우스 모라스(Charles-Marie-Photius Maurras)는 프랑스의 작가, 정치인, 시인 그리고 평론가이다. 악시옹 프랑세즈의 주요 활동가이며 군주주의자, 반의회주의자 그리고 반혁명주의자이다.